# Brandos Costumes
Brandos Costumes (1974) é um filme português de Alberto Seixas Santos, que, inscrevendo-se no movimento do Novo Cinema –  influenciado pelo neo-realismo cinematográfico e pela vanguarda francesa –, se assume como obra marcada sobretudo pela Nouvelle Vague. É o fruto mais tardio entre os primeiros do movimento. Acaba por ver a luz do dia em 1975, quando o regime ditatorial que retrata, o do Estado Novo, já tinha dado o último suspiro.
O filme estreou no cinema Londres, em Lisboa, a 18 de Setembro de 1975.

## Sinopse
«Cenas da vida doméstica duma família da média burguesia, alternadas de "actualidades" sobre a ascensão, glória e queda do Estado Novo, traçando um paralelo entre a figura do pai tradicional e do ditador Salazar. Os conflitos e as frustrações das filhas (correspondendo a duas gerações) surgem representados dialecticamente nas suas relações com os progenitores, a avó e a criada. Estes acontecimentos da esfera privada são postos em confronto com os da história colectiva do país».

## Ficha artística
- Luís Santos (pai)
- Dalila Rocha (mãe)
- Isabel de Castro (filha mais velha)
- Sofia de Carvalho (filha mais nova)
- Constança Navarro (avó)
- Cremilde Gil (criada)